# Handewitt
Handewitt è un comune di 11 250 abitanti dello Schleswig-Holstein, in Germania.
Appartiene al circondario (Kreis) di Schleswig-Flensburgo (targa SL) ed è indipendente delle comunità amministrative (Amt).